# Stemma delle Isole italiane dell'Egeo

Lo stemma del Dodecaneso italiano

Lo stemma delle Isole italiane dell'Egeo è stato l'emblema utilizzato per designare questo territorio, conosciuto anche come Dodecaneso italiano, parte integrante delle colonie italiane.

## Storia
Lo stemma venne concesso con regio decreto del 1º luglio 1937:
Rimase in uso fino alla soppressione dell'amministrazione italiana nel 1945.